# South Zanesville
South Zanesville é uma vila localizada no estado norte-americano de Ohio, no Condado de Muskingum.

## Demografia
Segundo o censo norte-americano de 2000, a sua população era de 1936 habitantes.
Em 2006, foi estimada uma população de 1997, um aumento de 61 (3.2%).

## Geografia
De acordo com o United States Census Bureau tem uma área de
1,9 km², dos quais 1,9 km² cobertos por terra e 0,0 km² cobertos por água.

## Localidades na vizinhança
O diagrama seguinte representa as localidades num raio de 12 km ao redor de South Zanesville.